# Clanculus albugo
Clanculus albugo is een slakkensoort uit de familie van de Trochidae. De wetenschappelijke naam van de soort is voor het eerst geldig gepubliceerd in 1880 door Watson.